# 호세 비센테 트라인
호세 비센테 트라인(스페인어: José Vicente Train, 1931년 12월 19일, 카탈루냐 지방 바르셀로나 ~)은 스페인의 전 축구 골키퍼이다.
현역 시절, 그는 에스파뇰, 레알 마드리드, 마요르카, 그리고 데포르티보에서 활약하였다. 그는 스페인 국가대표팀 경기에 7경기 출전하기도 했다.

## 수상

### 클럽
레알 마드리드
- 인터콘티넨털컵: 1960
- 라 리가: 1960–61, 1961–62, 1962–63, 1963–64
- 코파 델 헤네랄리시모: 1961–62

### 개인
- 트로페오 리카르도 사모라: 1960–61, 1962–63, 1963–64